# Papuk
 Ovo je glavno značenje pojma Papuk. Za druga značenja pogledajte Papuk (razdvojba).
Papuk je planina u istočnoj Hrvatskoj, na sjevernoj i sjeverozapadnoj granici Požeške kotline.
Najviši joj je istoimeni vrh na 953 m. Paleozojsku jezgru, građenu od gnajsa, na rubovima prekrivaju kredne (vapnenac i dolomit) i tercijarne (lapor) naslage.
Papuk se odlikuje velikim šumskim bogatstvom, u kojem prevladavaju bukva i hrast, pored toga javor, klen i jasen. Na prisojnim stranama ima breze, borovice i pitomog kestena. Ogoljelih stijena ima samo u nižim dijelovima i potočnim koritima. Za slavonsko su gorje neobične Sokoline stijene (564 m) nedaleko od Gornjih Vrhovaca koje su mjestimično gole, glatke i gotovo okomite.
Izvorno je područje mnogih vodenih tokova: (Čađavica, Karašica, Pakra).
Papuk sa svojim razvedenim grebenima i uvalama, s bujnom vegetacijom, karakterističnom florom i faunom, uz obilje izvorske vode i gustu mrežu putova, predstavlja vrlo prikladno područje za razvitak planinskog turizma.
Na području Papuka sačuvani su značajniji ostaci kulturne baštine vezani za dva povijesna razdoblja, prethistorijsko razdoblje te razdoblje srednjeg vijeka.

## Papuk – zaštićeno područje
- Godine 1999. proglašen je Park prirode Papuk.[1]
- Godine 2007. Geopark Papuk – prvi geopark u Hrvatskoj

Poznata su rekreacijska papučka središta su: Zvečevo, Jankovac i Velika, kao i arboretum Lisičine.
Na Papuku su izgrađeni planinarsko-turistički objekti:
- planinarski dom Lapjak (335 m) 3 km udaljen od Velike
- termalno kupalište Toplice (296 m) nedaleko od Velike
- planinarska kuća Trišnjica, 7 km od doma Lapjaka
- dom gorske službe spašavanja na Nevoljašu (725 m)
- planinarski dom Jankovac (475 m) na sjevernim obroncima Papuka

## Zanimljivosti
Izvorno ime Papuka, zabilježeno u srednjovjekovnim dokumentima, bilo je – Požeški Snježnik
Papuk je među prvim oslobođenim okupiranim područjima u Republici Hrvatskoj za vrijeme Domovinskog rata. Područje od više od 500 kilometara četvornih su hrvatski branitelji uspjeli osloboditi uz minimalne žrtve. Nakon uspješno provedene akcije Otkos 10 kojom su oslobođena istočna područja Bilogore, pokrenuta je Operacija Orkan '91. Oslobađanje Papuka je započelo 13. prosinca 1991. – 136. slatinska brigada HV je za nekoliko dana uz pomoć 123. požeške, 127. virovitičke, 132. našičke brigade te pridruženih postrojaba iz Bjelovara, Čakovca i drugih postrojaba HV oslobodila cijelo područje bivše Općine Podravska Slatina. Kod Jankovca se nalazi spomen-križ poginulim hrvatskim braniteljima.
Geopark Papuk je 2011. godine drugi put od UNESCO-a dobio licencu na 4 godine.

## Poveznice
- Park prirode Papuk
- Papuk Geopark
- Češljakovački vis
- Kožića hrast
- Grad

## Vanjske povezice
- Park Prirode Papuk  Arhivirana inačica izvorne stranice od 10. prosinca 2006. (Wayback Machine)
- Papuk Geopark  Arhivirana inačica izvorne stranice od 13. listopada 2019. (Wayback Machine)
- Hrvatski planinarski savez – Papuk
- Planinarski dom Jankovac  Arhivirana inačica izvorne stranice od 25. listopada 2006. (Wayback Machine)
- Portal034
- Vecernji list